# Thierry Makon
Thierry Makon Nloga (ur. 9 października 1993 w Duali) – kameruński piłkarz grający na pozycji środkowego pomocnika. Od 2022 jest zawodnikiem klubu Aigle Royal de Moungo FC.

## Kariera klubowa
Swoją karierę piłkarską Makon rozpoczął w klubie Caïman Duala. W sezonie 2010/2011 zadebiutował w jego barwach w pierwszej lidze kameruńskiej. W sezonie 2011/2012 grał w Unionie Duala, z którym wywalczył mistrzostwo kraju. W sezonie 2013 był zawodnikiem New Star FC, a następnie w sezonie 2013/2014 był piłkarzem tunezyjskiego Espérance Tunis, z którym został mistrzem Tunezji. W 2016 był zawodnikiem New Star FC, w 2017 - Bamboutos FC, a w latach 2018-2019 Coton Sport FC de Garoua. W 2018 został z nim mistrzem, a w 2019 wicemistrzem Kamerunu. W latach 2019–2021 grał w rwandyjskim AS Kigali FC. W sezonie 2020/2021 wywalczył z nim wicemistrzostwo Rwandy. W 2022 przeszedł do Aigle Royal de Moungo FC.

## Kariera reprezentacyjna
W reprezentacji Kamerunu Makon zadebiutował 24 sierpnia 2012 w zremisowanym 2:2 towarzyskim meczu z Syrią, rozegranym w Delhi. Od 2012 do 2013 rozegrał w kadrze narodowej 6 meczów i strzelił 1 gola.